# Ulla Barding
Ulla Barding-Poulsen (Copenaghen, 1º luglio 1912 – 15 agosto 2000) è stata una schermitrice danese, vincitrice di una medaglia d'oro ed una di bronzo ai Campionati Internazionali di scherma.
Era figlia di Yutta Barding e moglie di Ole Poulsen.